# Зайдуллин, Хамит Валеевич
Хамит Валеевич Зайдуллин (тат. Зәйдуллин; 1934, Башкортостан — 1993) — звеньевой совхоза «Бавлинский» Бавлинского района, Татарская АССР.

## Биография
Родился 12 мая 1934 года в селе Суерметово, ныне Ермекеевского района Республики Башкортостан, в крестьянской семье. Татарин.
Окончил 7 классов сельской школы. Трудовую деятельность начал в 1946 году трактористом совхоза «Бавлинский» Бавлинского района Татарской АССР, с 1960 года работал трактористом-кукурузоводом, звеньевым по возделыванию кукурузы в том же хозяйстве.
Внедряя комплекс передовых агротехнических приемов, применявшихся в районе и республике при возделывании кукурузы, X. В. Зайдуллин ежегодно добивался получения высоких урожаев зелёной массы. На площади в 154 гектара в 1963 году получил 520 центнеров зелёной массы кукурузы с гектара, 1964 году — 510 центнеров с гектара, 1965 году, неблагоприятном по климатическим условиям, — 410 центнеров с гектара при средней урожайности по совхозу 208 центнеров и по району — 101 центнер. Себестоимость одного центнера зелёной массы кукурузы в 1963 году составила 26 копеек, по совхозу — 83 копейки, в 1964 году — соответственно 28 и 43, в 1965 году — 39 и 65 копеек. Высокая урожайность кукурузы позволила совхозу последние три года семилетки закладывать силос на зиму в объёме 150 % потребности, что сказалось на продуктивности скота. За эти годы надои на корову выросли на 490 килограммов. В 1965 году было надоено по 2409 килограммов молока, что на 391 килограмм больше, чем по району.
Работая на тракторе МТЗ, X. В. Зайдуллин добивался высоких производственно-экономических показателей при вспашке. Так, в 1965 году выработка на трактор составила 1010 гектаров мягкой пахоты, экономия горючего — 600 килограммов и запчастей — на 170 рублей.
Указом Президиума Верховного Совета СССР от 23 июня 1966 года за успехи, достигнутые в увеличении производства и заготовок пшеницы, ржи, гречихи, других зерновых и кормовых культур и высокопроизводительном использовании техники, Зайдуллину Хамиту Валеевичу присвоено звание Героя Социалистического Труда с вручением ордена Ленина и золотой медали «Серп и Молот».
Продолжал работать в совхозе «Бавлинский» до ухода на пенсию в 1990 году.
Жил в поселке Бавлы. Скончался 23 ноября 1993 года.
Награждён орденом Ленина, медалью.